# Brad Butterworth
Brad Butterworth (Te Awamutu, Nueva Zelanda, 9 de abril de 1959) es un regatista neozelandés. 
Es famoso por haber ganado en cuatro ocasiones la Copa América. 
En 1987 ganó la Admiral’s Cup con el equipo de Nueva Zelanda a bordo del yate "Propaganda" y en 1990 la Vuelta al mundo a vela a bordo del "Steinlager 2" de Peter Blake. 
Debutó en la Copa América en la edición de 1987 como táctico del equipo RNZ America's Cup Challenge. Repitió como táctico, aunque a tiempo parcial, y entrenador del equipo New Zealand Challenge en la edición de 1992. En 1995 ganó su primera Copa América, como táctico del equipo Team New Zealand, a bordo del "Black Magic", y fue nombrado Oficial de la Orden del Imperio Británico. En la defensa de la Copa del 2000 Butterworth volvió a ganar la Copa con el Team New Zealand, también como táctico, abandonando a continuación la grímpola del Real Escuadrón de Yates de Nueva Zelanda y pasando a defender los colores de la Sociedad Náutica de Ginebra, que hizo ofertas millonarias tanto a Butterworth como a Russell Coutts y otros regatistas neozelandeses más del Team New Zealand y los incorporó al nuevo equipo del Alinghi. Con su nuevo equipo Butterworth ganó su tercera Copa en 2003 como táctico, y repitió victoria en 2007, pero esta vez como patrón del "Alinghi". En 2010 repitió como patrón del equipo Alinghi, a bordo del "Alinghi 5", pero esta vez cayó derrotado ante el "USA 17" de James Spithill.   